# Hoàng Văn Hoan

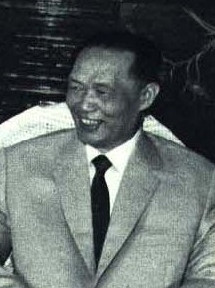
Hoàng Văn Hoan (1965)

Hoàng Văn Hoan (Geburtsname: Hoàng Ngọc Ân; * 1905 in Quỳnh Lưu, Nghệ An, Französisch-Indochina; † 1991 in Peking) war ein Politiker der Kommunistischen Partei Vietnams KPV (Đảng Cộng sản Việt Nam) in der Sozialistischen Republik Vietnam und Diplomat, der unter anderem zwischen 1950 und 1957 Botschafter in der Volksrepublik China sowie von 1956 bis 1976 Mitglied des Politbüros des Zentralkomitees (ZK) der KPV war. Er war des Weiteren zwischen 1958 und 1979 stellvertretender Vorsitzender der Nationalversammlung (Quốc hội Việt Nam) und wurde wegen seiner Kritik am Grenzkrieg zwischen Vietnam und China und seiner pro-chinesischen Haltung 1979 aus der Partei ausgeschlossen. Zuvor war er ins Exil in die Volksrepublik China gegangen und wurde in Abwesenheit zum Tode verurteilt.

## Leben
Der als Hoàng Ngọc Ân geborene Hoàng Văn Hoan, Sohn von Hoàng Minh Kha, besuchte die Grundschule in seiner Heimatstadt und schloss sich 1924 revolutionären Gruppen an. 1926 nahm er an einem von Hồ Chí Minh veranstalteten politischen Schulungskurs in Guangzhou teil. 1928 wurde er ein revolutionärer Aktivist in Thailand, trat 1930 Gruppierungen bei, aus denen später die Siamesische Kommunistische Partei hervorging, und wurde 1934 zum Mitglied des Provisorischen Zentralkomitees der Siamesischen Kommunistischen Partei ernannt. 1936 beteiligte er sich an der Gründung der Unabhängigen Mobilisierungsliga Vietnams (Việt Nam Độc lập Vận động Đồng minh Hội), der sogenannten Đồng minh Hội beziehungsweise  Việt Minh, in Nanjing. 1941 wurde er zur Gründung weiterer politischer Organisationen nach Longzhou entsandt und kehrte anschließend zusammen mit Phạm Văn Đồng, Võ Nguyên Giáp, Lê Thiết Hùng und einigen anderen nach Jingxi zurück, wo er die Organisation der Việt Minh weiter auf- und ausbaute. Im Mai 1941 kehrte er zurück, um an der achten Zentralkonferenz der Kommunistischen Partei Indochinas teilzunehmen, und wurde zum Mitglied des Hauptquartiers der Việt Minh ernannt. Anfang 1945 wurde er auf der nationalen Parteikonferenz in Tân Trào in der Provinz Tuyên Quang zum Mitglied des ZK der Partei gewählt und gehörte diesem Parteigremium nach seinen Bestätigungen auf dem II. Nationalkongress der KPV (11. bis 19. Februar 1951) und dem III. Nationalkongress (5. bis 12. September 1960) bis zum IV. Nationalkongress (14. bis 20. Dezember 1976) an. Außerdem wurde er zum Sekretär der Befreiungszone Việt Bắc gewählt, die von der Việt Minh so bezeichnete nördliche Grenzregion Französisch-Indochinas zu China, in der sich während des Zweiten Weltkrieges die Guerilla derselben formierte.
Nach der Augustrevolution 1945 wurde er am 24. April 1946 Direktor der politischen Abteilung des Ministeriums für Nationale Verteidigung und Politischer Kommissar der Nationalgarde. Ferner wurde er 1946 erstmals Mitglied der Nationalversammlung und gehörte dieser von der ersten Legislaturperiode bis zu seinem Ausschluss am 24. Juni 1979 in der sechsten Legislaturperiode an. Am 8. November 1946 wurde er außerdem Mitglied des Ständigen Ausschusses der Nationalversammlung. 1950 wurde er erster Botschafter in der Volksrepublik China und war als solcher zugleich in der Demokratischen Volksrepublik Korea akkreditiert. Er verblieb auf diesem diplomatischen Posten bis 1957, woraufhin Nguyễn Khang Botschafter in China und Trần Độ Botschafter in Nordkorea wurde. Auf einem Plenum des II. ZK wurde er im Oktober 1956 erstmals Mitglied des Politbüros des ZK und als solcher auf dem III. Nationalkongress im September 1960 gewählt. Er gehörte diesem obersten Führungsgremium der Partei bis zum IV. Nationalkongress im Dezember 1976 an. Im III. Politbüro nahm er innerhalb der Parteihierarchie den elften Rang und somit den letzten Rang unter den Politbüromitgliedern ein.

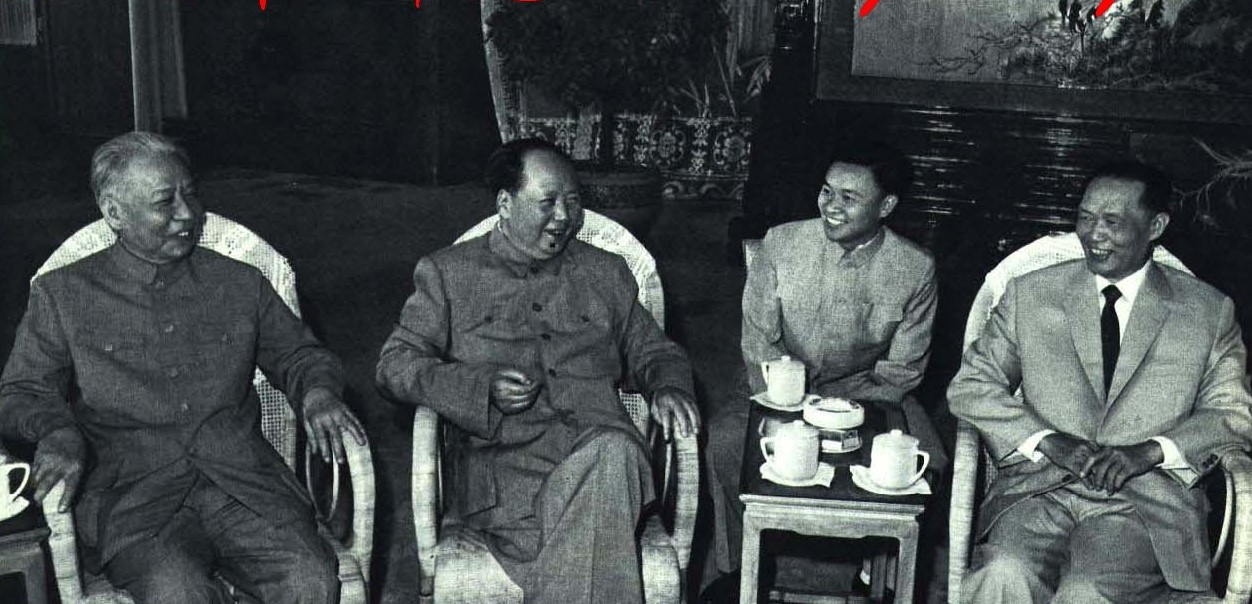
Hoàng Văn Hoan (rechts) bei einem Besuch in der Volksrepublik China mit Liu Shaoqi (links) und Mao Zedong (1965)

Nach Beendigung seiner diplomatischen Tätigkeit in Peking war er nach seiner Rückkehr vom 23. April 1958 bis zum 24. Juni 1979 stellvertretender Vorsitzender der Nationalversammlung sowie zugleich zwischen April 1958 und Juni 1962 Generalsekretär des Ständigen Ausschusses der Nationalversammlung. Darüber hinaus wurde er im Januar 1961 als Nachfolger von Trần Danh Tuyên Sekretär des Parteikomitees von Hanoi und bekleidete diese Funktion kurzzeitig bis zu seiner Ablösung durch Nguyễn Lam im Juni 1961. Nach 1975 konnten die Differenzen zwischen China und Vietnam in der Frage Kambodschas und der Souveränität über die Paracel-Inseln nicht beigelegt werden. Er betrachtete es als eine „Verschwörung“ des Generalsekretärs der KPV, Lê Duẩn, Vietnam in ein hegemoniales Land in Indochina und Südostasien zu verwandeln und es war ihm unmöglich, als erfolgreicher Vermittler aufzutreten, da seine Unterstützung für China mittlerweile als Sicherheitsrisiko galt. Auf dem IV. Nationalkongress im Dezember 1976 verlor er sowohl seinen Sitz im Politbüro als auch im ZK der KPV.
Während einer Reise in die DDR zur medizinischen Behandlung floh er am 11. Juni 1979 am Karachi/Jinnah International Airport in Pakistan und ging dann ins Exil nach China. Zu dieser Zeit waren die Beziehungen zwischen Vietnam und China angespannt und der Grenzkrieg zwischen Vietnam und China hatte erst Anfang des Jahres vom 17. Februar bis zum 16. März 1979 stattgefunden. In Peking nahm er an einer Pressekonferenz teil, auf der er Chinas Angriff unterstützte und erklärte, dass die vietnamesische Regierung das chinesisch-vietnamesische Volk „schlechter behandelte als Hitler die Juden behandelte“ und dass Hanoi „einer ausländischen Macht unterworfen“ sei, womit er die Sowjetunion meinte. Nach seiner Flucht wurde er in Abwesenheit zum Tode verurteilt und zum Symbol des Verrats, wobei vietnamesische Zeitungen ihn mit Lê Chiêu Thống (1765–1793), dem letzten Kaiser der Tây-Sơn-Dynastie verglichen.
Sein ältester Sohn Hoàng Nhật Tân (1926–2014) war Geschichtsforscher und Übersetzer und übersetzte eine Reihe typischer Bücher wie Montesquieus „Vom Geist der Gesetze“ und Jean-Jacques Rousseaus „Vom Gesellschaftsvertrag oder Prinzipien des Staatsrechtes“.

## Veröffentlichungen
Nach seiner Flucht nach China schrieb er unter dem Namen Huang Wenhuan verschiedene, zum Teil autobiografisch geprägte Bücher in Chinesisch. Zu seinen Veröffentlichungen gehören:
- 越中友好与黎笋的背叛, (Freundschaft zwischen Vietnam und China und Le Duans Verrat), 1982
- 黄文欢汉文詩抄, (Huang Wenhuans chinesische Gedichte), 1984
- 沧海一粟 : 黄文欢革命回忆录, (Ein Tropfen auf den heißen Stein: Huang Wenhuans revolutionäre Memoiren), 1987
- 越中情义深, (Tiefe Freundschaft zwischen Vietnam und China), 1990